# Hồ Tal
Hồ Tal (tiếng Mông Cổ: Тал-Нуур) là một hồ nước ngọt ở sum Delüün, tỉnh Bayan-Ölgii, Mông Cổ.
Nó nằm ở độ cao 2577 m so với mực nước biển. Đường bờ hồ dài 32,9 km, tổng diện tích khoảng 31,9 km², chiều dài là 14,5 km, chiều rộng là 4,3 km và độ sâu tối đa của nó là 9 m. Lượng nước trong hồ là 110,6 triệu m³.
Các con sông Chumeg-Gol, Uvsayn-Gol, Kuldzha-Gol chảy vào hồ. Dòng sông Bor-Burgas-Gol, một nhánh của Sagsai-Gol (một nhánh của sông Khovd) chảy khỏi hồ.